# Dry, Loiret

Dry este o comună în departamentul Loiret din centrul Franței. În 1 ianuarie 2022 avea o populație de 1.414 de locuitori.